# KCNK6
KCNK6 (англ. Potassium two pore domain channel subfamily K member 6) – білок, який кодується однойменним геном, розташованим у людей на короткому плечі 19-ї хромосоми. Довжина поліпептидного ланцюга білка становить 313 амінокислот, а молекулярна маса — 33 747.
| 10         |  | 20         |  | 30         |  | 40         |  | 50         |
| ---------- |  | ---------- |  | ---------- |  | ---------- |  | ---------- |
| MRRGALLAGA |  | LAAYAAYLVL |  | GALLVARLEG |  | PHEARLRAEL |  | ETLRAQLLQR |
| SPCVAAPALD |  | AFVERVLAAG |  | RLGRVVLANA |  | SGSANASDPA |  | WDFASALFFA |
| STLITTVGYG |  | YTTPLTDAGK |  | AFSIAFALLG |  | VPTTMLLLTA |  | SAQRLSLLLT |
| HVPLSWLSMR |  | WGWDPRRAAC |  | WHLVALLGVV |  | VTVCFLVPAV |  | IFAHLEEAWS |
| FLDAFYFCFI |  | SLSTIGLGDY |  | VPGEAPGQPY |  | RALYKVLVTV |  | YLFLGLVAMV |
| LVLQTFRHVS |  | DLHGLTELIL |  | LPPPCPASFN |  | ADEDDRVDIL |  | GPQPESHQQL |
| SASSHTDYAS |  | IPR        |  |            |  |            |  |            |

A: Аланін

C: Цистеїн

D: Аспарагінова кислота

E: Глутамінова кислота

F: Фенілаланін

G: Гліцин

H: Гістидин

I: Ізолейцин

K: Лізин

L: Лейцин

M: Метіонін

N: Аспарагін

P: Пролін

Q: Глутамін

R: Аргінін

S: Серин

T: Треонін

V: Валін

W: Триптофан

Кодований геном білок за функціями належить до іонних каналів, потенціалзалежних каналів. 
Задіяний у таких біологічних процесах, як транспорт іонів, транспорт, транспорт калію, альтернативний сплайсинг. 
Білок має сайт для зв'язування з калію. 
Локалізований у мембрані.